# NGC 6669
NGC 6669 est un groupe d'étoiles situé dans la constellation d'Hercule. L'astronome allemand Albert Marth a enregistré la position de ce groupe le 2 juillet 1825 
La base de données Simbad, qui contient par ailleurs plusieurs erreurs d'indentification, associe NGC 6669 à la galaxie PGC 62160, erreur d'ailleurs reprise par A. M. Garcia dans un article paru en 1993 au sujet des groupes de galaxies. PGC 62160 fait bien partie du groupe d'UGC 11289, mais pas le groupe d'étoiles NGC 6669.